# Акула-янгол крапчаста
Акула-янгол крапчаста (Squatina punctata) — вид акул з роду акула-ангел родини акулоангелові.

## Опис
Завдовжки досягає 91 см. Зовнішністю сильно схожа на Squatina guggenheim. Голова велика. Морда округла. Очі маленькі, розташовані на верхній частині голови. Поміж очима є виїмка. За ними розташовані великі бризкальця. Відстань між очима і бризкальцями у 2,5 раза більше діаметра ока. Шкіряні складки з боків голови позбавлені трикутних лопатей. Носові клапани гладенькі. Вусики під ніздрями звичайні, не розгалужуються. Тулуб сильно сплощений. Шипи на голові і спині відсутні або вкрай маленькі в області морди, навколо очей і одним рядком на спині. Грудні плавці великі, широкі, округлі. Має 2 маленьких спинних плавця однакового розміру, що починаються позаду черевних плавців. Анальний плавець відсутній. Хвостовий плавець невеличкий.
Забарвлення спини темно-коричневе з невеликими чорними крапочками, що розкидані довільно. Звідси походить назва цієї акули. Черево білуватого кольору.

## Спосіб життя
Тримається на глибинах від 10 до 85 м. Воліє до піщаних та мулистих ґрунтів.
Статева зрілість настає при розмірах у 70-80 см. Це яйцеживородна акула. Породілля відбувається навесні. Самиця народжує від 3 до 8 акуленят. Самиця народжує 1 раз на 2 роки. Молоді акуленята 1 рік проводить на мілині, де поступово зростають.
При сильному роздратуванні здатна нанести травму людині.

## Розповсюдження
Мешкає від узбережжя Бразилії (північніше акваторії Ріо-де-Жанейро) до берегів північної Патагонії (Аргентина).